# Blackburn Firecrest
Blackburn B-48 Firecrest, định danh SBAC YA.1, là một mẫu tiêm kích đột kích hải quân, do hãng Blackburn Aircraft chế tạo.

## Quốc gia sử dụng
Anh Quốc
- Không quân Hải quân Hoàng gia

## Tính năng kỹ chiến thuật
Dữ liệu lấy từ Blackburn Aircraft since 1909 
Đặc điểm tổng quát
- Kíp lái: 1
- Chiều dài: 39 ft 3½ in (11,98 m)
- Sải cánh: 44 ft 11½ in (13,71 m)
- Chiều cao: 14 ft 6 in (4,42 m)
- Diện tích cánh: 361,5 ft² (33,60 m²)
- Trọng lượng rỗng: 10.513 lb (4.779 kg)
- Trọng lượng có tải: 15.280 lb (6.645 kg)
- Động cơ: 1 × Bristol Centaurus 59 kiểu động cơ piston 18 xy-lanh bố trí tròn, 2.475 hp (1.846 kW)

 Hiệu suất bay 
- Vận tốc cực đại: 380 mph (330 knot, 612 km/h) at 19.000 ft (5.790 m)
- Vận tốc hành trình: 213 mph (185 knot, 343 km/h) trên độ cao 15.000 ft (4.600 m)[2]
- Tầm bay: 900 mi (783 hải lý, 1.450 km)
- Trần bay: 31.600 ft (9.630 m)
- Vận tốc lên cao: 2.500 ft/phút (12,7 m/s)

Trang bị vũ khí

- Súng: 2× súng máy M2 Browning.50 in (12,7 mm)
- Rocket: 8× rocket RP-3
- Bom: 

  - 1× ngư lôi 2.097 lb (951 kg), hoặc
  - 2× quả bom 250 lb (110 kg)